# Wenros

Le territoire traditionnel des Wenros vers 1630.

Les Wenros ou Wenrohronons étaient un peuple amérindien peu connu parlant une langue iroquoienne. À l'origine, ils résidaient dans l'ouest de l'actuel État de New York et le nord-ouest de la Pennsylvanie. Il semblerait qu'ils aient habité le haut de la vallée de l'Allegheny, entre les territoires des Sénécas et la nation des Neutres.
Les Wenros ont été mentionnés par le missionnaire franciscain Joseph de La Roche Daillon en 1627, qui les a rencontrés sur le site de la réserve d'Oil Springs (en). Daillon a noté l'utilisation par la tribu du pétrole brut (qui était alors une substance largement inconnue) comme médicament présumé. Une brouille avec leurs anciens alliés, les Neutres, a rendu impossible pour les Wenros de résister à leurs ennemis de longue date, les Iroquois. Avec les Neutres et les Ériés, les Wenros ont finalement été conquis par les nations Iroquoises au cours des guerres franco-iroquoises du XVIIe siècle.
Les survivants ont été assimilés dans les nations victorieuses. Beaucoup ont été absorbés dans la nation Sénéca, dont les descendants habitent le territoire aujourd'hui. Les autres survivants ont été exilés en Huronie.